# Necati Ateş
Necati Ateş (Smirne, 3 gennaio 1980) è un allenatore di calcio ed ex calciatore turco, di ruolo centrocampista o attaccante.

## Caratteristiche tecniche
È un calciatore che gioca nel ruolo di centrocampista offensivo o di seconda punta.

## Carriera

### Club

#### Esordi
Comincia la sua carriera professionistica nel 1997, con la squadra di Smirne, sua città natale, cioè l'Altay Spor dove rimane fino al 2001, totalizzando 59 presenze e 22 gol.
Nel 2001 passa all'Adanaspor, squadra di Adana. È una squadra di fascia medio-alta, che fa definitivamente conoscere Necati Ateş. Totalizza 81 presenze e 41 gol.

#### Galatasaray
Nel 2004 fa il suo definitivo salto di qualità: viene acquistato da una della squadre più rappresentative della Turchia calcistica: il Galatasaray, col quale vince vari campionati turchi e partecipa a Coppa UEFA e Champions League.
Con l'arrivo di Lincoln, Necati lascia il suo n° 10 per prendere il n° 35, ed il coach Karl Heinz Feldkamp dichiara che Necati non rientra nel suo progetto: per questo lo inserisce nella lista dei partenti. Necati Ateş va quindi in prestito prima all'Ankaraspor, fino ad arrivare alla Real Sociedad, in Spagna. Nel 2009 ritorna in patria all'Antalyaspor.
Nel 2012 torna al Galatasaray e vince il campionato con la sua squadra.

## Palmarès

### Club

#### Competizioni nazionali
- Campionato turco: 2

Galatasaray: 2005-2006, 2012-2013
- Coppa di Turchia: 1

Galatasaray: 2004-2005
- Supercoppa di Turchia: 1

Galatasaray: 2012